# بروس مک‌لارن
بروس مکلارن (انگلیسی: Bruce McLaren) (زاده ۱۹۳۷ - درگذشته ۱۹۷۰) یک اتومبیل‌ران حرفه‌ای بریتانیایی بود، که شرکت خودروسازی مک‌لارن را تأسیس نمود.